# Fuori dal tunnel
Fuori dal tunnel (noto anche come Fuori dal tunnel (del divertimento)) è un singolo del rapper italiano Caparezza, pubblicato il 16 ottobre 2003 come terzo estratto dal secondo album in studio Verità supposte.

## Descrizione
Ottava traccia dell'album, si tratta di fatto del brano che ha portato il rapper pugliese alla notorietà nazionale, rimanendo tra i più noti della sua carriera. Nel periodo successivo il brano è stato impiegato come colonna sonora anche in alcune trasmissioni Mediaset come Bisturi, Grande Fratello e Amici di Maria De Filippi, portando il rapper a scrivere un comunicato di disappunto:
Nel 2004 è stato utilizzato come sigla del noto programma televisivo comico Zelig, dietro concessione dello stesso Caparezza agli autori Gino e Michele.

## Video musicale
Nel video Caparezza viene ricorrentemente inseguito da un grande pallone bianco, come il protagonista, Numero 6, della serie televisiva Il prigioniero.

## Tracce
CD
1. Fuori dal tunnel (Radio Edit) – 3:32
2. Fuori dal tunnel (Live-Bisceglie 21/08/03) – 3:09
3. Tutto ciò che c'è (Live-Palestrina 28/06/03) – 2:59
4. Mea culpa (Live-Taurisano 23/08/03) – 5:12
5. Il secondo secondo me (Rivela il suo contrario - RMX by Musical Egg Era) – 3:53
6. Il secondo secondo me (Skaramuffin Version by Kojay Gutzemberg) – 4:15

12"
- Lato A

1. Fuori dal tunnel (del divertimento) (Album Version) – 5:10

- Lato B

1. Fuori dal tunnel (del divertimento) (Radio Edit) – 3:30
2. Fuori dal tunnel (del divertimento) (Live-Bisceglie 21/08/03) – 3:06

## Formazione
Musicisti
- Caparezza – voce, Triton, MPC, pianoforte giocattolo, Kaoss Pad
- Alfredo Ferrero – chitarra
- Rino Corrieri – rullanti da banda
- Giovanni Testini – sassofono baritono
- Pasquale Turturro – tromba
- Rino Colamaria – trombone

Produzione
- Carlo U. Rossi – produzione, arrangiamento, missaggio
- Antonio Baglio – mastering

## Classifiche

### Classifiche settimanali
| Classifica (2004) | Posizione massima |
| ----------------- | ----------------- |
| Italia            | 3                 |

### Classifiche di fine anno
| Classifica (2004) | Posizione |
| ----------------- | --------- |
| Italia            | 36        |